# Weinacht
Weinacht ist ein seltener deutscher Familienname. Er kann auch in den Varianten Weihnacht oder Weinachter auftreten.

## Verbreitung und Herkunft
Laut dem Digitalen Familiennamenwörterbuch Deutschlands der Akademie der Wissenschaften und der Literatur ist Weinacht die häufigste der genannten Varianten. Die Anzahl der Personen mit diesem Familiennamen lag demnach im Jahr 2005 im dreistelligen Bereich. Deutlich seltener ist die Schreibweise Weihnacht. Während diese Variante relativ gleichmäßig über Deutschland verbreitet ist, tritt die Schreibweise Weinacht gehäuft im Bereich des Rheins auf, dort vor allem in Rheinland-Pfalz und dem Saarland. Die Variante Weinachter scheint in Frankreich und Luxemburg etwas häufiger aufzutreten als in Deutschland (dort insbesondere im Saarland).
Bei Weinacht handelt es sich um eine Schreibvariante zu Weihnacht. Das Digitale Familienwörterbuch deutet beide Varianten als Übername, also als näher charakterisierenden Beinamen. Ursprünglich dürften damit etwa Personen bezeichnet worden sein, die an Weihnachten geboren wurden oder zu diesem Zeitpunkt einen Zinstermin hatten. Belegt ist der Name bereits für das 14. Jahrhundert: Für 1384 wird ein Dietrich Winacht aus Wangen im Allgäu genannt.
Der Familienname Weinachter kann einerseits ebenfalls als Schreibvariante interpretiert werden. Andererseits lässt er sich auch als Berufsbezeichnung deuten: Noch im Lothringer Platt bezeichnet Weinachter eine Person, die Maß und Wert eines Weines schätzt.

## Namensträger
Zu den Namensträgern zählen unter anderem:
- Matthäus Weinacht (1699–1764), böhmischer Jesuit
- Hermann Weinacht (1845–1918), deutscher Kavallerist
- Walter Weinacht (1886–1968), deutscher Schauspieler
- Ludwig Weinacht (1888–1946), deutscher Ruderer
- Paul-Ludwig Weinacht (* 1938), deutscher Politikwissenschaftler
- Pit Kinzer (* 1951), deutscher Künstler, mit bürgerlichem Namen Peter Otto Kinzer-Weinacht